# Quận
Quận là một loại đơn vị hành chính địa phương. Danh xưng "quận" bắt nguồn từ Trung Quốc, trong lịch sử đã từng được sử dụng ở cả Trung Quốc, Triều Tiên, Nhật Bản và Việt Nam. Ngày nay, quận chỉ còn được dùng để chỉ một loại đơn vị hành chính cấp 2 ở Việt Nam, Cộng hòa Dân chủ Nhân dân Triều Tiên và Hàn Quốc. Trong nhiều tài liệu tiếng Anh, từ "district" được xem là có nghĩa tương đương với "quận".

## Lịch sử
Danh xưng "quận" (chữ Hán: 郡) được sử dụng để chỉ đơn vị hành chính đầu tiên ở nước Tần cuối thời kỳ Chiến Quốc, sau Biến pháp Thương Ưởng. Ban đầu, quận mang ý nghĩa như một đơn vị hành chính quân sự ở vùng biên cương, khác với huyện chỉ đơn thuần là những đơn vị hành chính nội địa. Sách Sử ký có ghi chép thời Tần Vũ vương, Tả thừa tướng Cam Mậu đánh chiếm đất Nghi Dương của nước Hàn, đặt thành quận huyện.
Khi Tần Thủy Hoàng thống nhất Trung Quốc, đã xóa bỏ chế độ phong kiến từ của nhà Chu, chia toàn quốc thành 36 quận, sau tăng lên thành 40 quận. Dưới cấp quận là huyện. Nhà Hán kế thừa phân cấp hành chính này (nhà Hán còn thành lập "quốc" để phong cho các hoàng thất chư hầu, nên còn gọi là "chính sách Quận - Quốc"), từ đó lan dần đến các quốc gia ảnh hưởng lịch sử văn hóa Hán như Nhật Bản, Triều Tiên và Việt Nam. Tuy nhiên, từ nhà Đường về sau, danh xưng "quận" không còn được sử dụng để chỉ đơn vị hành chính. Thời Tống, dân gian đôi khi vẫn dùng danh xưng "quận" để chỉ đơn vị hành chính cấp châu. Thời Minh - Thanh, giới sĩ nhân thường dùng danh xưng "quận" để chỉ đơn vị hành chính cấp phủ.
Trong lịch sử, Nhật Bản cũng từng dùng danh xưng "quận" để chỉ một cấp đơn vị hành chính. Danh xưng này sử dụng đến năm 1942 thị bị bãi bỏ. Tuy nhiên, tại thuộc địa Đài Loan, đơn vị hành chính cấp quận vẫn được tiếp tục sử dụng cho đến tận năm 1945.
Ngày nay, đơn vị hành chính quận chỉ còn sử dụng ở Việt Nam, Cộng hòa Dân chủ Nhân dân Triều Tiên và Hàn Quốc, đều dùng để chỉ đơn vị hành chính cấp 2. Ở Việt Nam, quận là đơn vị hành chính đô thị, nhưng tại Cộng hòa Dân chủ Nhân dân Triều Tiên và Hàn Quốc, quận (Hangul: 군, Kun) là đơn vị hành chính nông thôn.

## Việt Nam
Ở Việt Nam, quận là đơn vị hành chính của thành phố trực thuộc trung ương. Đơn vị hành chính ngoại thành ngang cấp quận thì được gọi là huyện. Ví dụ như quận Lê Chân là một khu nội thành của thành phố trực thuộc trung ương Hải Phòng và Tiên Lãng là một vùng ngoại thành cũng của Hải Phòng.
Trước năm 1975 tại miền nam dưới thời Việt Nam Cộng hòa, tất cả các đơn vị hành chính cấp thấp ngay dưới đơn vị hành chính tỉnh đều được gọi là quận, không phân biệt vùng thành thị hay nông thôn. Ví dụ quận Sa Đéc thuộc tỉnh Sa Đéc là quận thành thị gồm phần đất của Thành phố Sa Đéc bây giờ, và quận Đức Thành là quận nông thôn thuộc huyện Lai Vung của tỉnh Đồng Tháp ngày nay. Còn cấp quận dưới thị xã là quận đô thị, giống như thị xã Cần Thơ gồm 2 quận là: Quận I và Quận II, hai Quận này ngày nay là Quận Ninh Kiều và một phần hai Quận Bình Thủy và Cái Răng, thành phố Cần Thơ.

## Hoa Kỳ
Ở Hoa Kỳ, các đơn vị hành chính theo thứ tự cấp bậc như sau: dưới quốc gia Hoa Kỳ là các tiểu bang, dưới mỗi tiểu bang là quận (county). Ví dụ, nơi đông người Việt nhất ở Hoa Kỳ được gọi là Quận Cam (Orange County), một khu vực rộng lớn có trên 30 thành phố. Đôi khi thuật từ "quận" cũng được dùng để dịch từ district trong tiếng Anh.
Một ví dụ là District of Columbia, thường được dịch là "Quận Columbia", tức là thủ đô Washington D.C. của Hoa Kỳ. Tuy nhiên cách dịch này không chính xác bởi vì Washington D.C. không lệ thuộc bất kỳ một tiểu bang nào hay lãnh thổ nào và thường thì nó được xem ngang cấp với các tiểu bang của Hoa Kỳ vì thế trường hợp này District of Columbia nên dịch là Đặc khu Columbia.

## Trung Quốc
Tại Trung Quốc, tương đương của một quận ở Việt Nam được gọi là "khu" (chữ Hán: 区; Hán-Việt: khu) và tương đương của một huyện được gọi là "huyện" (县; huyện, huyền). Khác với Việt Nam, chỉ có thành phố trực thuộc trung ương mới có đơn vị quận, Trung Quốc là quốc gia có rất nhiều thành phố lớn tuy không phải là thành phố trực thuộc trung ương nhưng đủ rộng lớn để có thể thành lập các đơn vị hành chính cấp quận. Ví dụ như thành phố Quế Lâm ở Khu tự trị Quảng Tây, Trung Hoa cũng có các đơn vị hành chính như Thành phố Hồ Chí Minh ở Việt Nam.

## Nhật Bản
Quận là khu vực hành chính dưới đô đạo phủ huyện được thiết lập từ năm 1878, thông thường quản lý một số địa phương tự trị đinh hoặc thôn. Địa phương tự trị cấp thành phố thì không thuộc quyền quản lý của quận. Tuy nhiên, Nhật Bản đã bỏ chế độ quận từ năm 1926, hiện thời quận chỉ biểu thị địa danh mà không có chức năng quản lý.